# Szykotan
Szykotan (ros. Шикотан, jap. 色丹島, Shikotan-tō, w języku ajnuskim シコタン lub シコタㇴ) – wyspa w archipelagu Kuryli. Cieśnina Szpanberga (ros. пролив Шпанберга, proliw Szpanbierga) oddziela ją od wysp Habomai, położonych u wybrzeża japońskiej wyspy Hokkaido.

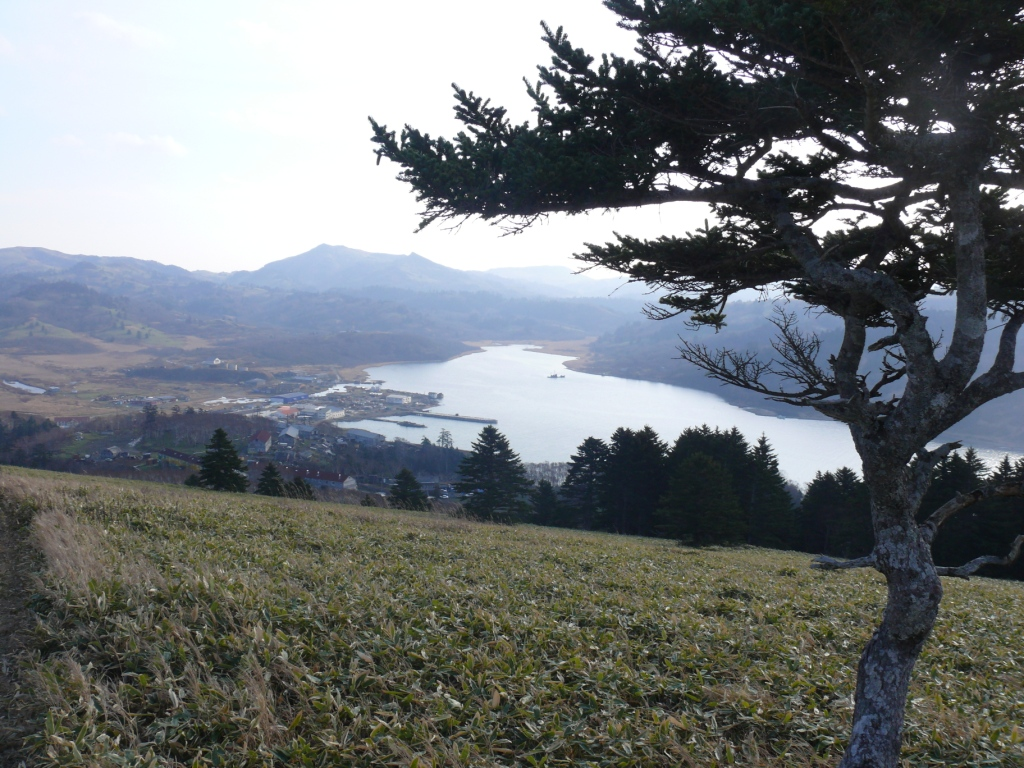
Krajobraz wyspy; widok na Krabozawodskoje

Największe miejscowości wyspy to Małokurilskoje i Krabozawodskoje.

## Spór terytorialny
Jest to jedna z kilku wysp stanowiących przedmiot sporu między Rosją i Japonią. Po nawiązaniu stosunków dyplomatycznych między ZSRR a Japonią w 1956 roku, strona radziecka zaoferowała zwrot wyspy Szykotan i wysepek Habomai, w zamian za zrzeczenie się roszczeń do pozostałych, większych wysp Iturup i Kunaszyr. W 2006 roku prezydent Rosji Władimir Putin ponowił tę ofertę; japoński premier Jun’ichirō Koizumi odrzucił ją, domagając się zwrotu wszystkich wysp. Kuryle Południowe (dla Japonii „Terytoria Północne”) pozostają obszarem spornym.